# مد کتس
مد کتس (انگلیسی: Mad Catz) شرکت بازی ویدئویی هنگ کنگی است، که در سال ۱۹۸۹ تأسیس شد.